# Rallye Katalonien 2010
Die 46. Rallye Katalonien war der 12. von 13 Läufen der Rallye-Weltmeisterschaft 2010. Die Veranstaltung fand vom 22. bis zum 24. Oktober statt und die Rallye-Base war bei Salou (Provinz Tarragona) eingerichtet. Die Rallye war auch der sechste und letzte Lauf der Junior World Rally Championship (JWRC).

## Bericht
Sébastien Loeb, der bereits beim letzten Weltmeisterschaftslauf in Frankreich den WM-Titel gewonnen hatte, feierte in Katalonien den 61. WRC-Sieg in seiner Karriere. Überlegen siegte er vor Petter Solberg und Dani Sordo (alle Citroën). Ford konnte nicht mehr um  Podiumsränge mitfahren. Jari-Matti Latvala kam mit über einer Minute Rückstand auf Loeb als Vierter ins Ziel. Mikko Hirvonen kämpfte wiederholt mit technischen Problemen. Sébastien Ogier (Citroën) wurde nach einem Unfall auf dem zehnten Rang klassiert.
In der JWRC blieb es bis zum letzten Tag spannend. Aaron Burkart war in der ersten Wertungsprüfung des zweiten Tages von der Straße abgekommen. Nach einer Reparatur konnte er wieder weiterfahren. Vor der Rallye Katalonien hatte er sieben Punkte Vorsprung auf Hans Weijs junior. Auf der 13. Wertungsprüfung übernahm Weijs jun. die Führung, nachdem Yeray Lemes Zeit verloren hatte. Damit war Weijs auf Titelkurs. Burkart lag zu diesem Zeitpunkt mit großem Rückstand auf dem fünften Rang der JWRC-Wertung. Auf der vorletzten Prüfung wendete sich das Blatt. Weijs blieb stehen mit technischem Defekt und verlor über elf Minuten. Er konnte das Auto noch ins Ziel bringen, er war aber auf den dritten Platz zurückgefallen, während sich Burkart auf Rang vier verbesserte. An der Reihenfolge änderte sich nichts mehr. Aaron Burkart gewann den JWRC-Rallye-WM-Titel.

## Klassifikationen

### Endresultat
| Pos    | Fahrer             | Beifahrer          | Auto                  | Zeit      | Rückstand | Punkte |
| WRC    | WRC                | WRC                | WRC                   | WRC       | WRC       | WRC    |
| ------ | ------------------ | ------------------ | --------------------- | --------- | --------- | ------ |
| 1      | Sébastien Loeb     | Daniel Elena       | Citroën C4 WRC        | 3:32:59.7 | 00:00.0   | 25     |
| 2      | Petter Solberg     | Chris Patterson    | Citroën C4 WRC        | 3:33:35.0 | 00:35.3   | 18     |
| 3      | Dani Sordo         | Diego Vallejo      | Citroën C4 WRC        | 3:33:40.8 | 00:41.1   | 15     |
| 4      | Jari-Matti Latvala | Miikka Anttila     | Ford Focus RS WRC     | 3:34:19.2 | 01:19.5   | 12     |
| 5      | Mikko Hirvonen     | Jarmo Lehtinen     | Ford Focus RS WRC     | 3:39:32.6 | 06:32.9   | 10     |
| 6      | Matthew Wilson     | Scott Martin       | Ford Focus RS WRC     | 3:41:17.3 | 08:17.6   | 8      |
| 7      | Khalid Al-Qassimi  | Michael Orr        | Ford Focus RS WRC     | 3:46:05.4 | 13:05.7   | 6      |
| 8      | Henning Solberg    | Stéphane Prévot    | Ford Fiesta S2000     | 3:46:10.9 | 13:11.2   | 4      |
| 9      | Ken Block          | Alex Gelsomino     | Ford Focus RS WRC     | 3:49:00.9 | 16:01.2   | 2      |
| 10     | Sébastien Ogier    | Julien Ingrassia   | Citroën C4 WRC        | 3:50:23.8 | 17:24.1   | 1      |
| JWRC   |                    |                    |                       |           |           |        |
| 1 (12) | Yeray Lemes        | Rogelio Peňate     | Renault Clio S1600    | 3:55:58.0 | 00:00.0   | 25     |
| 2 (14) | Todor Slavov       | Dobromir Filipov   | Renault Clio R3       | 4:01:42.5 | 05:44.5   | 18     |
| 3 (18) | Hans Weijs jr.     | Bjorn Degandt      | Citroën C2 S1600      | 4:06:48.5 | 10:50.5   | 15     |
| 4 (26) | Aaron Burkart      | André Kachel       | Suzuki Swift S1600    | 4:24:43.1 | 28:45.1   | 12     |
| 5 (27) | Harry Hunt         | Sebastian Marshall | Ford Fiesta R2        | 4:24:52.4 | 28:54.4   | 10     |
| 6 (28) | Martin Kangur      | Martin Järveoja    | Honda Civic type-r R3 | 4:26:03.1 | 30:05.1   | 8      |

### Wertungsprüfungen
| Tag                                        | WP                                         | Name               | Länge    | Start MESZ     | Gewinner        | Beifahrer        | Auto           | Zeit    | Ø km/h | Leader         |
| ------------------------------------------ | ------------------------------------------ | ------------------ | -------- | -------------- | --------------- | ---------------- | -------------- | ------- | ------ | -------------- |
| Tag 1 (22. Okt.)                           | WP1                                        | Terra Alta 1       | 35,94 km | 08:53          | Sébastien Loeb  | Daniel Elena     | Citroën C4 WRC | 24:17.2 | 88,79  | Sébastien Loeb |
| Tag 1 (22. Okt.)                           | WP2                                        | La Ribera d’Ebre 1 | 14,97 km | 09:51          | Petter Solberg  | Chris Patterson  | Citroën C4 WRC | 11:18.3 | 79,45  | Sébastien Loeb |
| Tag 1 (22. Okt.)                           | WP3                                        | Les Garrigues 1    | 12,07 km | 10:34          | Sébastien Loeb  | Daniel Elena     | Citroën C4 WRC | 07:22.9 | 98,11  | Sébastien Loeb |
| Tag 1 (22. Okt.)                           | Service Port Aventura, 12:54 Uhr (30 Min.) |                    |          |                |                 |                  |                |         |        | Sébastien Loeb |
| Tag 1 (22. Okt.)                           | WP4                                        | Terra Alta 2       | 35,94 km | 14:47          | Sébastien Ogier | Julien Ingrassia | Citroën C4 WRC | 23:42.4 | 90,96  | Sébastien Loeb |
| Tag 1 (22. Okt.)                           | WP5                                        | La Ribera d’Ebre 2 | 14,97 km | 15:45          | Petter Solberg  | Chris Patterson  | Citroën C4 WRC | 11:08.3 | 80,64  | Sébastien Loeb |
| Tag 1 (22. Okt.)                           | WP6                                        | Les Garrigues 2    | 12,07 km | 16:28          | Sébastien Loeb  | Daniel Elena     | Citroën C4 WRC | 07:25.8 | 97,47  | Sébastien Loeb |
| Tag 1 (22. Okt.)                           | Service Port Aventura, 18:38 Uhr (75 Min.) |                    |          |                |                 |                  |                |         |        | Sébastien Loeb |
| Tag 2 (23. Okt.)                           |                                            |                    |          |                |                 |                  |                |         |        | Sébastien Loeb |
| Service Port Aventura, 09:00 Uhr (15 Min.) |                                            |                    |          |                |                 |                  |                |         |        | Sébastien Loeb |
| WP7                                        | Santa Marina 1                             | 26,51 km           | 09:59    | Sébastien Loeb | Daniel Elena    | Citroën C4 WRC   | 15:40.8        | 101,44  |        | Sébastien Loeb |
| WP8                                        | La Mussara 1                               | 20,48 km           | 11:17    | Sébastien Loeb | Daniel Elena    | Citroën C4 WRC   | 11:08.7        | 110,26  |        | Sébastien Loeb |
| WP9                                        | Riudecanyes 1                              | 16,32 km           | 12:07    | Sébastien Loeb | Daniel Elena    | Citroën C4 WRC   | 10:22.7        | 94,35   |        | Sébastien Loeb |
| Service Port Aventura, 12:57 Uhr (30 Min.) |                                            |                    |          |                |                 |                  |                |         |        | Sébastien Loeb |
| WP10                                       | Santa Marina 2                             | 26,51 km           | 14:11    | Dani Sordo     | Diego Vallejo   | Citroën C4 WRC   | 15:45.3        | 100,96  |        | Sébastien Loeb |
| WP11                                       | La Mussara 2                               | 20,48 km           | 15:29    | Sébastien Loeb | Daniel Elena    | Citroën C4 WRC   | 11:09.7        | 110,09  |        | Sébastien Loeb |
| WP12                                       | Riudecanyes 2                              | 16,32 km           | 16:34    | Petter Solberg | Chris Patterson | Citroën C4 WRC   | 10:22.5        | 94,38   |        | Sébastien Loeb |
| Service Port Aventura, 17:14 Uhr (45 Min.) |                                            |                    |          |                |                 |                  |                |         |        | Sébastien Loeb |
| Tag 3 (24. Okt.)                           |                                            |                    |          |                |                 |                  |                |         |        | Sébastien Loeb |
| Service Port Aventura, 07:30 Uhr (15 Min.) |                                            |                    |          |                |                 |                  |                |         |        | Sébastien Loeb |
| WP13                                       | El Priorat 1                               | 42,04 km           | 08:40    | Dani Sordo     | Diego Vallejo   | Citroën C4 WRC   | 23:46.4        | 106,10  |        | Sébastien Loeb |
| WP14                                       | La Serra d'Almos 1                         | 4,11 km            | 10:09    | Dani Sordo     | Diego Vallejo   | Citroën C4 WRC   | 02:34.7        | 95,64   |        | Sébastien Loeb |
| Service Port Aventura, 11:05 Uhr (30 Min.) |                                            |                    |          |                |                 |                  |                |         |        | Sébastien Loeb |
| WP15                                       | El Priorat 2                               | 42,04 km           | 12:30    | Dani Sordo     | Diego Vallejo   | Citroën C4 WRC   | 23:40.6        | 106,54  |        | Sébastien Loeb |
| WP16                                       | La Serra d'Almos 2                         | 4,11 km            | 13:59    | Petter Solberg | Chris Patterson | Citroën C4 WRC   | 02:35.2        | 95,34   |        | Sébastien Loeb |
| Service Port Aventura, 14:43 Uhr (10 Min.) |                                            |                    |          |                |                 |                  |                |         |        | Sébastien Loeb |

### Gewinner Wertungsprüfungen
| WP            | Anzahl | Fahrer          | Auto           |
| ------------- | ------ | --------------- | -------------- |
| 1, 3, 6–9, 11 | 7      | Sébastien Loeb  | Citroën C4 WRC |
| 2, 5, 12, 16  | 4      | Petter Solberg  | Citroën C4 WRC |
| 10, 13–15     | 4      | Dani Sordo      | Citroën C4 WRC |
| 4             | 1      | Sébastien Ogier | Citroën C4 WRC |

### Fahrer-WM nach der Rallye
| Pos. | Fahrer             | Punkte |
| ---- | ------------------ | ------ |
| 1    | Sébastien Loeb     | 251    |
| 2    | Sébastien Ogier    | 167    |
| 3    | Jari-Matti Latvala | 156    |
| 4    | Petter Solberg     | 151    |
| 5    | Dani Sordo         | 140    |

### Team-Weltmeisterschaft
| Pos. | Team                | Punkte |
| ---- | ------------------- | ------ |
| 1    | Citroën WRT         | 431    |
| 2    | Ford WRT            | 304    |
| 3    | Citroën Junior Team | 199    |
| 4    | Stobart WRT         | 158    |